# Atrococcus zirnitsi
Atrococcus zirnitsi är en insektsart som först beskrevs av Rasina 1966.  Atrococcus zirnitsi ingår i släktet Atrococcus och familjen ullsköldlöss.
Artens utbredningsområde är Lettland. Inga underarter finns listade i Catalogue of Life.